# Philips-Deutschland-Zentrale

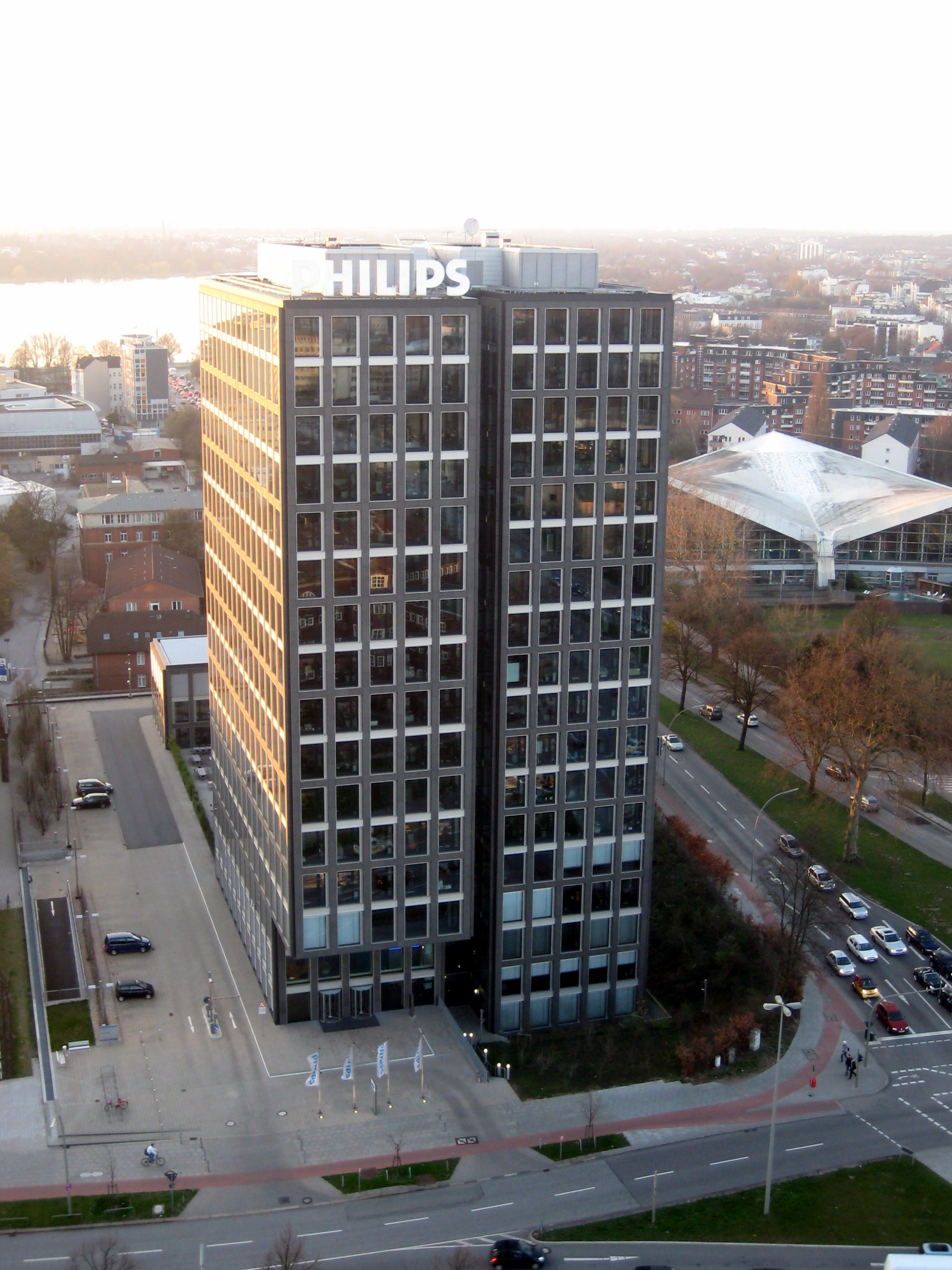
Philips-Deutschland-Zentrale (im Hintergrund ist die Alster zu sehen)

Die Philips-Deutschland-Zentrale ist ein Gebäudekomplex in Hamburg, welcher als Unternehmenssitz der Philips Deutschland GmbH genutzt wurde. Die zwei gläserne Bürotürme mit jeweils 17 Geschossen wurden vom Architekturbüro KSP Engel & Zimmermann entworfen und 2005 fertiggestellt. Bauherr und Besitzer der 60 Millionen Euro teuren Hochhäuser war die Hamburger ECE-Gruppe; Philipps war Mieter. Im Jahr 2016 wurde das Gebäude an die Commerzbank verkauft. 
Der 2005 an der Straßenkreuzung Lübeckertordamm/Sechslingspforte (gegenüber dem Haus der Gerichte) fertiggestellte Komplex besteht aus zwei je 60 Meter hohen, 17-geschossigen Bürohochhäusern, die parallel, aber leicht versetzt zueinander stehen und architektonisch miteinander verbunden sind. Vor der Eröffnung dieser Zentrale am Lübeckertordamm war die Hauptverwaltung des Philips Konzerns in der Mönckebergstraße 7 in Hamburg (1946 bis 1971), am Steindamm 94 in Hamburg (bis 2006) und in der Kurfürstenstraße 126 in Berlin (1938–1946) untergebracht.